# 경제적 자유주의
경제적 자유주의(經濟的自由主義, 영어: economic liberalism)는 사유재산의 권리 및 보호, 이윤추구의 존중, 사회계약론적 자유주의를 지향하는 경제활동에서의 자유로움을 옹호하는 사상이다.

## 개요
근대 자본주의의 토대를 마련한 애덤 스미스는 경제적 자유주의의 아버지이다. 애덤 스미스는 자신의 경제적 처지를 개선하려고 하는 인간의 본성 때문에 개개인의 경제활동을 제동 없이 자유롭게 풀어놓는다면, 개인은 스스로 최대의 이윤을 만들어낼 것이며, 보이지 않는 손 덕분에 퇴폐적인 자본주의 문화 발생의 위험성은 그들에 의해 스스로 안정되게 조절될 것이라고 주장했다. 경제적 자유주의는 자유지상주의를 기본이념으로 가지고 있으며, 경제적 자유주의자들의 특징은 어느 한 경제 정책의 절대주의적인 모든 스펙트럼을 포함해서, 사회주의의 계획 경제, 사회자유주의의 수동적 혼합 경제 체제와 사회민주주의의 자동적 혼합 경제를 모두 반대한다. 또한, 경제 결정의 가장 큰 주체는 개인이 되어야 한다는 신념을 지니고 있으며 항상 시장 경제 안에서의 개개인 생산 수단의 존재를 중요시한다. 경제적 자유주의는 재산권, 생존권, 자유권을 기본적인 바탕으로 깔고 있기 때문에 이 세 가지 권리가 지켜지기 위한 하나의 절차와 같은 국가의 법은 부정하지 않는다. 이 의미는 정치-사회적이든 경제적이든 간에 정부의 개입을 무조건 부정하지는 않는다는 뜻이다.
이들이 사회자유주의의 수동적 혼합 경제 체제와 사회민주주의의 자동적 혼합 경제 체제에 반대하는 이유는 다음과 같다. 첫 번째로는 모호한 국가의 경제 개입은 공공 기업의 증대를 가져오고 그 과정에서 민간사업이 들어설 기회가 줄어든다. 두 번째로는 애덤 스미스의 자유방임경제를 옹호하는 데에 있다. 정부의 시장 개입 또는 계획 경제적인 정책은 시장 경제의 활동성을 억제하여 최대의 이윤이 창출되는 것을 방해한다.
이러한 경제적 자유주의 신념은 부의 창출에 큰 기대를 해왔지만, 빈부 격차가 증대되고 노동 착취가 심화하고, 후에 케인즈 경제학과 같은 수정자본주의의 등장 때문에 크게 몰락하였다. 하지만 사회자유주의도 아니고 신자유주의도 아닌 일반적인 자본주의 경제체제를 이행함으로써 생기는 이윤을 극대화할 수 있는 가장 균형된 사상이기 때문에 자유주의 경제학은 여러 경제학자에 의해 상용화되고 있다. 현재는 보수주의, 신자유주의 세력의 기본적인 이념으로 활용되고 있다.

### 경제적 자유주의의 발전
사회계약론적 자유주의를 중시하고 재산권, 생존권, 자유권을 보장하는 한 국가의 정치, 사회 및 경제 활동의 제재 고려해보는 경제적 자유주의는 후에 정치, 사회면의 자유로움과 전통 문화를 유지하고 경제적 자유주의를 옹호하는 신자유주의로 발전되었다.

## 같이 보기
- 자본주의
- 자유주의
- 자유지상주의
- 애덤 스미스
- 시장경제